# Shiloh (Illinois)
Shiloh es una villa ubicada en el condado de St. Clair en el estado estadounidense de Illinois. En el Censo de 2010 tenía una población de 12651 habitantes y una densidad poblacional de 445,88 personas por km².

## Geografía
Shiloh se encuentra ubicada en las coordenadas 38°33′7″N 89°54′55″O / 38.55194, -89.91528. Según la Oficina del Censo de los Estados Unidos, Shiloh tiene una superficie total de 28.37 km², de la cual 28.14 km² corresponden a tierra firme y (0.82%) 0.23 km² es agua.

## Demografía
Según el censo de 2010, había 12651 personas residiendo en Shiloh. La densidad de población era de 445,88 hab./km². De los 12651 habitantes, Shiloh estaba compuesto por el 70.93% blancos, el 21.76% eran afroamericanos, el 0.16% eran amerindios, el 3% eran asiáticos, el 0.2% eran isleños del Pacífico, el 0.7% eran de otras razas y el 3.26% pertenecían a dos o más razas. Del total de la población el 3.19% eran hispanos o latinos de cualquier raza.